# Parafia Matki Boskiej Częstochowskiej w Bydgoszczy
Parafia Matki Boskiej Częstochowskiej w Bydgoszczy – rzymskokatolicka parafia w Bydgoszczy, erygowana w 1980 roku. Należy do dekanatu Bydgoszcz VI.